# Kinetična teorija plinov
Kinétična teoríja plínov je v fiziki teorija, ki opisuje makroskopske lastnosti plinov in upošteva njihovo sestavo na nivoju molekul. Kinetična teorija plinov natančno opiše veliko osnovnih lastnosti plinov, vključujoč tlak in difuzijo.
Osnovna načela kinetične teorije plinov lahko strnemo v nekaj predpostavk:
- plini so sestavljeni iz molekul, ki se neprestano naključno gibajo. Gibajoči delci se stalno zaletavajo drug v drugega in v steno posode.
- trki plinskih molekul so prožni.
- celotna prostornina plinskih molekul je zanemarljiva v primerjavi s prostornino posode.
- plivlačne sile med molekulami so zanemarljive.

S pomočjo zgornjih navedb se natančno opiše obnašanje idealnih plinov. Opis realnih plinov na ta način je možen pri nizkih gostotah in visokih temperaturah.

## Zgodovina
Začetnik kinetične teorije plinov je švicarski matematik in fizik Daniel Bernoulli I. Teorijo so razvili naprej angleški fizik John Herapath (1820), škotski fizik John James Waterson (1843), angleški fizik James Prescott Joule in še posebej nemški fizik in matematik Rudolf Julius Emmanuel Clausius (1850). Največji napredek na tem področju sta naredila škotski fizik in matematik James Clerk Maxwell (1866) in avstrijski fizik in filozof Ludwig Edward Boltzmann, ki sta neodvisno razvila svojo kinetično teorijo plinov. Leta 1888 je ruski matematik, fizik, letalski in raketni konstruktor, inženir Konstantin Edvardovič Ciolkovski izdelal kinetično teorijo plinov, ne da bi vedel, da sta jo objavila že Maxwell in Boltzmann.

## Kinetična teorija plinov kot posredni dokaz korpuskularne zgradbe snovi
Leta 1801 je John Dalton opravil eksperimen, ki ga je prepričal, da so plini zgrajeni iz majhnih gibajočih se delcev. Dve posodi je med seboj povezal z navpično cevjo, od katerih je bila gornja napolnjena z vodikom, spodnja pa z ogljikovim dioksidom. Plina sta se po nekaj urah pomešala, čeprav ima ogljikov dioksid pri istih pogojih kar 22 - krat večjo gostoto. Takšno spontano mešanje delcev imenujemo difuzija, difuzijo pa je mogoče razložiti samo s predpostavko, da se osnovni gradniki (delci) neurejeno gibajo. Pri tem se zadevajo med seboj in v stene posode. S takšnim gibanjem lahko poleg difuzije razložimo tudi viskoznost in toplotno prevodnost plinov. Teorijo o neurejenem gibanju delcev (za katere danes vemo, da so predvsem molekule plinov in tekočin) imenujemo kinetična teorija (grško  kinesis - gibanje).